# 타라분디밭쥐
타라분디밭쥐(Microtus oaxacensis)는 비단털쥐과에 속하는 설치류의 일종이다. 멕시코에서만 발견된다. 열대 상록수림에서 서식한다.